# Tillandsia purpurea
Espèce
Classification phylogénétique
Tillandsia purpurea Ruiz & Pav. est une espèce de plantes à fleurs de la famille des Bromeliaceae.
L'épithète purpurea signifie « pourpre » et se rapporte au coloris des pétales.

## Protologue et type nomenclatural
Tillandsia purpurea Ruiz & Pav., Fl. Peruv. 3: 41, tab. 270a (1802)
Diagnose originale :
« T. panicula polystachya rosacea, floribus distichis, petalorum laminis purpureis, foliis ensiformi-subulatis recurvis. »
Type : Ruiz & Pav., Fl. Peruv. : tab. 270a (1802)

## Synonymie

### Synonymie nomenclaturale
- Platystachys purpurea (Ruiz & Pav.) Beer
- Phytarrhiza purpurea (Ruiz & Pav.) E.Morren ex Baker

### Synonymie taxonomique
- Tillandsia azurea Presl[2],[3]
- Tillandsia longibracteata Meyen[4],[3]
- Anoplophytum longebracteatum Beer[4],[2],[3],[5]
- Tillandsia scoparia Willd. ex Schult.f[3].
- Platystachys scoparia Beer[3]

## Écologie et habitat
- Biotype : plante herbacée en rosette monocarpique vivace par ses rejets latéraux ; saxicole[1], épiphyte[4] ou terrestre[1].
- Habitat : rochers et sols sableux[1],[3] ; déserts côtiers[2],[3].
- Altitude : de la côte jusqu'à 2800m[2] ; 0-900(-3000) m[3].

## Distribution
- Amérique du sud :
  -  Pérou[1],[4],[2]
    - Zones côtières désertiques[3]
    - Régions andines[5]

## Comportement en culture
Tillandsia purpurea est de culture aisée.